# Podisma silvestrii
Podisma silvestrii is een rechtvleugelig insect uit de familie veldsprinkhanen (Acrididae). De wetenschappelijke naam van deze soort is voor het eerst geldig gepubliceerd in 1935 door Salfi.
1. ↑  (en) Podisma silvestrii op de IUCN Red List of Threatened Species.